# Susan Trumbore
Susan Trumbore és una científica del sistema terrestre estatunidenca la recerca de la qual se centra a comprendre el cicle del carboni i el seu impacte en el clima.
És directora de l'Institut Max Planck de Biogeoquímica i professora de Ciències del sistema de la Terra a la Universitat de Califòrnia, Irvine. Ha estat reconeguda amb una beca de la Unió Americana de Geofísica, de l'Associació Americana per a l'Avanç de la Ciència, i de l'Acadèmia Nacional de Ciències. Va ser guardonada amb la Medalla Benjamin Franklin.

## Educació i trajectòria
Trumbore va obtenir una llicenciatura en Geologia a la Universitat de Delaware l'any 1981 i un doctorat en Geoquímica a la Universitat de Colúmbia el 1989. Va tenir estades posdoctorales a l'Escola Politècnica Federal de Zuric i al Laboratori Nacional Lawrence Livermore, i es va unir a la facultat de la Universitat de Califòrnia, Irvine (UCI) l'any 1991. És professora de Ciència del sistema de la Terra a l'UCI, codirectora del W.M. Keck Carbon Cycle Accelerator Mass Spectrometry Facility, i directora de l'oficina de l'Institut de Geofísica i Física Planetària de l'UCI. També va exercir com a directora de l'Institut Max Planck de Biogeoquímica l'any 2009.
Trumbore és membre de l'equip d'oradors del Collaborative Research Center AquaDiva i membre del Centre Alemany per a la Recerca de Biodiversitat Integrativa iDiv. És co-coordinadora del projecte conjunt brasiler/alemany ATTO, entre altres projectes com 14Constraint, finançat per una subvenció avançada del Consell Europeu de Recerca.

## Reconeixements
Trumbore va ser triada membre de la Unió Americana de Geofísica i de l'Associació Americana per a l'Avanç de la Ciència el 2005. Va ser triada membre de l'Acadèmia Nacional de Ciències l'any 2010. Va ser reconeguda amb la Medalla Benjamin Franklin l'any 2018 «pel seu ús pioner de mesuraments de radiocarboni en boscos i sòls per avaluar el flux de carboni entre la biosfera i l'atmosfera, amb implicacions per a la comprensió del canvi climàtic futur». L'any 2020, va rebre el Premi Balzan de Earth System Dynamics.